# Yōkai Shōjo
Yōkai Shōjo ―Monsuga― (妖怪少女―モンスガ―?) es una serie de manga japonesa escrita e ilustrada por Kazuki Funatsu. Fue serializada en la revista de manga seinen de Shūeisha, Weekly Young Jump, desde marzo de 2014 hasta junio de 2017, con sus capítulos recopilados en 14 volúmenes de tankōbon.

## Premisa
Nishizuru Yakki tiene la habilidad de ver fantasmas, que en su mayoría son inofensivos. A pesar de esta habilidad, nunca había creído en monstruos o yōkai, hasta que conoce a una chica llamada Rokka que es una yokai y luego comienza a conocer a otras.

## Publicación
Yōkai Shōjo, escrita e ilustrada por Kazuki Funatsu, fue serializada en la revista de manga seinen Weekly Young Jump de Shūeisha del 6 de marzo de 2014 al 22 de junio de 2017. Shūeisha recopiló sus capítulos en 14 volúmenes de tankōbon, publicados desde el 18 de julio de 2014 hasta el 17 de julio de 2019.
En Norteamérica, Seven Seas Entertainment licenció la serie para su lanzamiento en inglés en abril de 2017 y comenzó a lanzarla bajo su sello para adultos Ghost Ship en enero de 2018.

### Lista de volúmenes
| Volúmenes de manga publicados | Volúmenes de manga publicados | Volúmenes de manga publicados |
| Número                        | Fecha de lanzamiento          | ISBN                          |
| ----------------------------- | ----------------------------- | ----------------------------- |
| 1                             | 18 de julio de 2014           | ISBN 978-4-08-879869-1        |
| 2                             | 17 de octubre de 2014         | ISBN 978-4-08-890030-8        |
| 3                             | 19 de enero de 2015           | ISBN 978-4-08-890099-5        |
| 4                             | 17 de abril de 2015           | ISBN 978-4-08-890143-5        |
| 5                             | 17 de julio de 2015           | ISBN 978-4-08-890228-9        |
| 6                             | 19 de octubre de 2015         | ISBN 978-4-08-890273-9        |
| 7                             | 19 de enero de 2016           | ISBN 978-4-08-890341-5        |
| 8                             | 19 de abril de 2016           | ISBN 978-4-08-890390-3        |
| 9                             | 19 de julio de 2016           | ISBN 978-4-08-890537-2        |
| 10                            | 19 de octubre de 2016         | ISBN 978-4-08-890538-9        |
| 11                            | 19 de enero de 2017           | ISBN 978-4-08-890575-4        |
| 12                            | 19 de abril de 2017           | ISBN 978-4-08-890627-0        |
| 13                            | 19 de junio de 2017           | ISBN 978-4-08-890683-6        |
| 14                            | 19 de julio de 2017           | ISBN 978-4-08-890703-1        |